# Musée Meunier
Pour les articles homonymes, voir Meunier.
Le musée Meunier (en néerlandais : Meunier Museum), anciennement musée Constantin Meunier (en néerlandais : Constantin Meunier Museum), à Ixelles (rue de l'Abbaye), est installé dans la maison-atelier de Constantin Meunier (1831-1905), rachetée par l’État en 1936 avec l'ensemble des œuvres qu'elle abritait, et lui est entièrement consacré. 
Ouvert au public en 1939, le musée conserve environ 150 œuvres choisies parmi ses dessins, peintures et sculptures. Les œuvres conservées couvrent essentiellement la période entre 1875 et 1905, période que l’artiste considérait comme « sa seconde vie », marquée par sa prise de conscience sociale. Les œuvres présentées retracent son évolution au travers tout d’abord des dessins et peintures, représentations réalistes du monde du travail, puis de son retour à la sculpture durant les dix dernières années de sa vie. Le musée expose les plâtres et les bronzes qui ont profondément marqué et influencé l’art réaliste.
On peut y voir la toile Le Creuset brisé (130,5 × 238,5 cm), peinte en 1884 à la suite de la découverte de l'univers industriel du bassin liégeois, la métallurgie aux usines Cockerill, à Seraing, la verrerie au Val-Saint-Lambert. Constantin Meunier reprendra ce thème en 1890 dans l'un des bas-reliefs (L'Industrie) de son Monument au Travail (Laeken). 

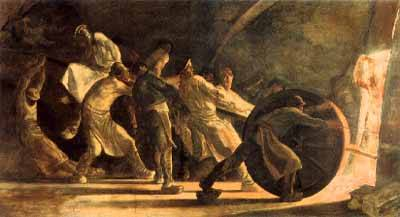
Le Creuset brisé (1884)

Le musée Meunier fait partie, depuis 1978, des musées royaux des beaux-arts de Belgique.